# Turania deserticola
Turania deserticola är en amarantväxtart som först beskrevs av Modest Mikhaĭlovich Iljin, och fick sitt nu gällande namn av Akhani. Turania deserticola ingår i släktet Turania och familjen amarantväxter. Inga underarter finns listade i Catalogue of Life.